# دخانية شجيرية
دخانية شجيرية أو دخانية فونتانيسية (الاسم العلمي:Fumana fontanesii) هي نوع من النباتات يتبع جنس الدخانية من الفصيلة القريضية.

## الاسم العلمي المرادف
- Fumana arbuscula ,Ball 1873[2]